# Edmond Topalli
Edmond Topalli (ur. 22 stycznia 1980 w Szkodrze) – albański judoka, uczestnik Letnich Igrzysk Olimpijskich 2008.

## Kariera sportowa
8 kwietnia 2007 roku przegrał walkę ze Słowakiem Milanem Randlem, rozegraną w ramach Mistrzostw Europy w Belgradzie w kategorii wagowej do 90 kg.
Podczas Letnich Igrzysk Olimpijskich 2008 odpadł już na poziomie eliminacji, przegrywając dnia 12 sierpnia 2008 roku walkę z Portugalczykiem João Neto w kategorii wagowej do 81 kg.